# Pleospora gracilariae
Pleospora gracilariae är en svampart som beskrevs av E.G. Simmons & S. Schatz 1989. Pleospora gracilariae ingår i släktet Pleospora och familjen Pleosporaceae.   Inga underarter finns listade i Catalogue of Life.